# Кештманд, Султан Али
Султан Али Кештманд (род. 22 мая 1935) — афганский государственный, политический и партийный деятель, министр планирования (1978 и 1980—1982) и премьер-министр Афганистана (1981—1988 и 1989—1990), первый вице-президент (1990—1991), член политбюро ЦК НДПА, член политбюро и президиума Революционного совета, секретарь ЦК НДПА.

## Биография

### Ранние годы
Султан Али Кештманд родился 22 мая 1935 года в местечке Чахардех провинции Кабул в хазарейской семье дуканщика (владелец лавки) шиита Наджафа Али. В 1961 году окончил экономический факультет Кабульского университета. Во время учёбы в 1960 году вступил в подпольный кружок Б. Кармаля. В январе 1965 года участвовал в I учредительном съезде НДПА, на котором был избран членом ЦК НДПА, но в том же году он был арестован за организацию и руководство массовыми антиправительственными демонстрациями, пробыв в тюрьме около года.
В 1965 и 1969 гг. баллотировался от округа г. Кабул в нижнюю палату парламента — Вулуси Джиргу, но потерпел поражение. В период с 1967 по 1968 год работал генеральным директором экономического департамента Министерства горных дел и промышленности. При расколе НДПА примкнул к фракции «Парчам». После воссоединения партии в 1977 году был избран членом Политбюро ЦК НДПА и членом Комиссии по теории, агитации и пропаганде.

### На государственной службе
После Апрельской революции 27 апреля 1978 года и прихода НДПА к власти, вошёл в состав Революционного совета ДРА и был назначен министром планирования, но уже через три месяца был снят со всех постов и арестован по подозрению в заговоре с целью свержения Тараки. Был приговорён к смертной казни, заменённой по настоянию советского правительства на пожизненное заключение, а 7 октября 1978 года — на 15-летнее тюремное заключение. Начальник Службы безопасности того времени Асадулла Сарвари лично участвовал в пытках Кештманда.
После ввода советских войск в Афганистан в декабре 1979 года и свержения режима халькистов был освобождён из тюрьмы и восстановлен в качестве члена Политбюро ЦК НДПА, а 10 января 1980 года занял должность заместителя Председателя революционного Совета, заместителя председателя Совета Министров и министра планирования Афганистана, оставаясь на этом посту до апреля 1982 года. Одновременно с 1980 по 1981 год являлся заместителем председателя Революционного совета.
11 июня 1981 года был назначен Председателем Совета Министров страны, а в августе того же года введён в Совет обороны, в котором возглавил комиссию по обеспечению бесперебойной работы коммуникаций страны. В мае 1988 года в рамках политики по расширению социальной базы правительства ушёл в отставку с поста Председателя Совета Министров, уступив пост беспартийному политическому деятелю Мохаммаду Хасану Шарку. С 22 июня 1988 по июнь 1990 года — секретарь ЦК НДПА. 20 февраля 1989 года в связи с введением чрезвычайного положения после вывода советских войск из Афганистана, президент М. Наджибулла отправил в отставку правительство Шарка и назначил Кештманда заместителем председателя Высшего Совета Обороны Родины и председателем исполнительного комитета Совета Министров. 13 мая 1990 года Кештманд был утверждён в должности первого вице-президента, а после того как в июне партия НДПА трасформировалась в Партию Отечества, был избран членом Исполнительного комитета ЦК Партии Отечества.
В апреле 1991 года добровольно ушёл в отставку со всех постов, а 16 июля объявил о выходе из партии Отечества, мотивируя это «нежеланием перестраиваться». 7 февраля 1992 года был тяжело ранен в результате покушения, которое могло быть следствием острого конфликта в афганской правящей элите накануне краха режима Наджибуллы. Генерал Александр Ляховский в своей книге «Трагедия и доблесть Афгана» пишет:

Появились слухи о причастности спецслужб к этой акции, что привело к дальнейшей эскалации конфликта на севере Афганистана и резкому обострению обстановки в самой стране. Ведь накануне покушения С. А. Кештманд в интервью корреспонденту Би-Би-Си заявил, что страна только тогда будет единой и мирной, когда будут гарантированы права нацменьшинств и пуштунское руководство разделит власть с другими, и призвал ООН выступить в качестве гаранта данных условий. Кроме того, органы МГБ располагают данными о его активных контактах с представителями национальных меньшинств севера РА, выступающих против политики пуштунизации, проводимой президентом Наджибуллой.

## Мемуарист
Автор работ по политэкономии и социологии. Автор мемуаров в трёх томах «Политические записи и исторические события» (Великобритания, на англ. языке, 2003). В них он защищает деятельность НДПА и своего правительства, а также ввод советских войск в страну. Последняя оценка — весьма непопулярная в Афганистане — может быть объяснена тем, что свержение Амина позволило Кештманду выйти из тюрьмы. Кроме того, Кештманд опасался захвата власти в Афганистане военными кругами Пакистана. Впрочем, длительное пребывание советских войск в Афганистане, по мнению автора, было серьёзной ошибкой.
Кештманд утверждает, что НДПА сделала очень много для рабочего класса страны, и только её можно назвать «свободолюбивым и патриотическим движением» в новейшей истории Афганистана. Однако, по его мнению, в последний период своего существования НДПА превратилась в бюрократическую организацию, не имевшую идеологии (партию Отечества).

## Семья
Его жена Карима входила в состав НДПА и в 1980-х гг. была секретарём Демократической организации женщин Афганистана. Один из братьев Султана Али Кештманда — Хамид учился в Университете Дружбы народов им. П. Лумумбы в Москве. Два других брата, Абдулла и Асадулла, получили высшее образование во Франции, причём Абдулла Кештманд в 1984 года стал временным поверенным Афганистана во Франции и женился на француженке, а Асадулла Кештманд работал с 1980 года сотрудником, с 1982 года — заместителем заведующего Международным отделом ЦК НДПА, а в 1986 году был назначен временным поверенным Афганистана в Иране.
Ещё один брат — Хасан Али Таэб работал с 1980 года заместителем министра общественных работ Афганистана. Сестра Кештманда, Джамиля, была женой создателя и лидера Революционной организации трудящихся Афганистана (РОТА) Тахера Бадахши, работала секретарём Всеафганского совета женщин, затем сотрудником посольства Афганистана в ГДР.